# مشروع المنظور العراقي
مشروع المنظور العراقي هو جهد بحثي أجرته قيادة القوات المشتركة للولايات المتحدة، يركز على حرب العراق.

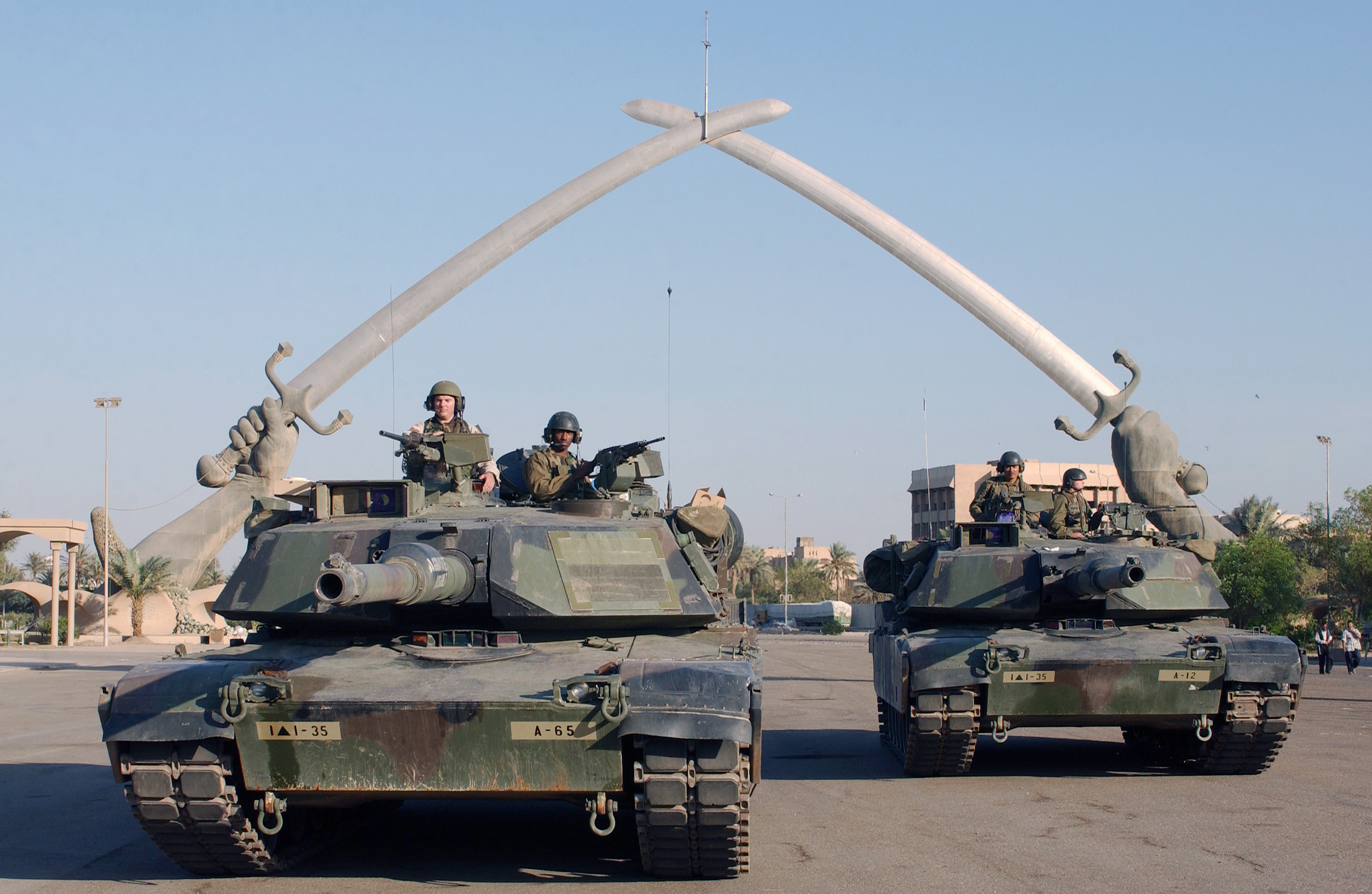
دبابات M1A1 أبرامز تلتقط صورة تحت "سيوف النصر" في ساحة الاحتفالات، بغداد، العراق.

كان أول إنتاج رئيسي له هو رؤية عملية حرية العراق من منظور القيادة العليا لصدام، وهي دراسة شاملة لآلية عمل حكومة صدام حسين استنادًا إلى وثائق معينة تم الاستيلاء عليها في العراق عام 2003 والمعروفة باسم وثائق عملية إسقاط النظام في العراق (2003)، وعلى مقابلات مع العديد من الموظفين العراقيين.
أما المنتج الثاني بعنوان صدام والإرهاب، فقد اكتمل في نوفمبر 2007 وكان مقررًا نشره في مارس 2008. في عام 2008، أفادت وسائل الإعلام أن هذا التقرير، على غير العادة، لن يتم نشره على الإنترنت أو عبر البريد الإلكتروني، بل فقط على قرص مدمج يجب طلبه. لاحقًا، أصبح إصدار منقح من التقرير متاحًا على الإنترنت عبر مركز المعلومات الفنية الدفاعية.

## رؤية عملية حرية العراق
رؤية عملية حرية العراق من منظور القيادة العليا لصدام هي دراسة شاملة لآلية عمل حكومة صدام حسين، استنادًا إلى وثائق معينة تم الاستيلاء عليها في العراق عام 2003 والمعروفة باسم وثائق عملية إسقاط النظام في العراق (2003)، وعلى مقابلات مع العديد من الموظفين العراقيين.

### تحليل غير مكتمل
في مقدمة الكتاب، كتب الجنرال أنتوني كوكولو:
رغم أن هذا المشروع خطوة أولية مهمة، فإننا ندرك أن تاريخ عملية حرية العراق بعيد عن الاكتمال. لا يزال الباحثون يعثرون على معلومات جديدة، ويترجمونها، ويحللونها لتسليط الضوء على منظور خصمنا السابق في الصراع. ومن مصلحتنا أن نضع أكبر قدر ممكن من المعلومات الدقيقة في أيدي من يدرسون حرب العراق بالفعل، ولهذا ننشر هذا الكتاب.

### أوهام صدام
تحليل أقصر لهذه الوثائق من قبل مؤلفي الدراسة الرئيسيين (محللو البنتاغون كيفن وودز، جيمس لايسي، وويليامسون موراي) بعنوان "أوهام صدام" يرى أن الوثائق تؤكد أن الحسابات الإستراتيجية لصدام كانت مبنية على معلومات مضللة وتقديرات خاطئة في مواجهة الولايات المتحدة. على سبيل المثال، كتب المؤلفون: "استنادًا إلى المقابلات والسجلات التي تم مراجعتها حتى الآن، لم يكن هناك أي خطة وطنية لشن حرب عصابات في حال الهزيمة العسكرية. كما لم يبدو أن النظام حاول وضع مثل هذه الخطة مع انهياره. واثقًا من أن الأمريكيين لن يجرؤوا على دخول بغداد، ظل صدام يأمل حتى اللحظة الأخيرة في البقاء في السلطة، فيما واصل مسؤولوه العسكريون والمدنيون روتينهم اليومي حتى النهاية."

### استنتاجات
خلص التقرير إلى ما يلي:
- أخطأ صدام في حساب الإستراتيجية العسكرية المحتملة للتحالف.
- احتفظ صدام بالسلطة عبر دولة بوليسية قمعية، وكان مهووسًا بالمؤامرات اليهودية.
- الجيش العراقي كان مهيأً لقتال حروب بطيئة مثل حربه مع إيران.
- قبل الحرب، كان هدف العراق طويل المدى استخدام عائدات النفط للتأثير على الأمم المتحدة ورفع العقوبات، مع الحفاظ على الغموض بشأن امتلاكه لأسلحة دمار شامل.
- وثائق الدراسة تُظهر أن بعض الأدلة التي عرضها كولن باول أمام الأمم المتحدة في 2003 فسرتها الولايات المتحدة بشكل خاطئ.
- هناك أدلة إضافية على عدم التعاون من جانب العراقيين، مثل إخفاء علماء أجانب عن فرق التفتيش.

## صدام والإرهاب
أُنجز تقرير صدام والإرهاب في نوفمبر 2007 وكان من المقرر نشره في مارس 2008. رغم أنه كان من المخطط نشره كـPDF عبر الإنترنت، تقرر إتاحته فقط على قرص مدمج. لاحقًا، أصبح متاحًا عبر مركز المعلومات الفنية الدفاعية.
يحتوي القرص على خمسة ملفات، المجلد 1 هو التقرير نفسه، والبقية ملاحق تحتوي على وثائق أصلية مترجمة إلى الإنجليزية.

## روابط خارجية
- أوهام صدام: الرؤية من الداخل – الشؤون الخارجية (مايو/يونيو 2006).
- معسكر صدام: ما تعلمناه عن معسكرات تدريب الإرهابيين في العراق نسخة محفوظة 10 أبريل 2006 على موقع واي باك مشين. – ويكلي ستاندرد (3 أبريل 2006).
- الروس ساعدوا العراق، حسب دراسة – واشنطن بوست (25 مارس 2006).

## قراءات إضافية
- كيفن وودز وآخرون، تقرير المنظور العراقي: القيادة العليا لصدام حول عملية حرية العراق، مطبعة المعهد البحري، 2006، (ردمك 978-1-59114-457-1).